# Filmstaden (film)
Filmstaden eller Filmen om Filmstaden är en dokumentärfilm från 2002. Genom intervjuer och klipp berättas Filmstadens 80 år långa historia, om byggnaderna, filmerna och de människor som verkat där.

## Medverkande i urval
- Harriet Andersson
- Sickan Carlsson
- Bengt Forslund
- Eddie Axberg
- Gunnar Fischer